# ۱۰۴۷ (میلادی)
۱۰۴۷ (میلادی) هزار و چهل و هفتمین سال تقویم میلادی است.

## درگذشتگان
- کلمنت دوم، پاپ کلیسای کاتولیک روم

‎